# 곡성 수도암 목조관음보살좌상과 복장유물
곡성 수도암 목조 관음보살좌상과 복장유물(谷城 修道庵 木造 觀音菩薩坐像과 腹藏遺物)은 대한민국 전라남도 곡성군 옥과면 수도암에 있는 조선시대의 불상과 복장유물이다. 2017년 7월 27일 전라남도의 유형문화재 제329호로 지정되었다.

## 개요
조선시대 후기의 목조 보살상으로 조성연대(1754년)와 원봉안처(관음사 무설암), 조각승(계초 등 5인), 존상(尊像)의 명칭, 연화질 등을 알 수 있고, 조각양식도 뛰어나다.
신체 비례와 균형이 맞고, 단정한 얼굴과 화려한 보관 표현 등 당대를 대표할만한 우수한 조각상으로 발원문과 묵서명, 묘법연화경, 능엄경 등의 복장유물도 확인되어 역사적, 예술적 가치가 있다.

## 참고 문헌
- 곡성 수도암 목조 관음보살좌상과 복장유물 - 국가유산청 국가유산포털